# Cyriopagopus dromeus
Cyriopagopus dromeus is een spinnensoort uit de familie van de vogelspinnen. De soort komt alleen voor in de Filipijnen.